# تپه وجیه‌آباد
تپه وجیه آباد مربوط به دوران‌های تاریخی پس از اسلام است و در استان قزوین، شهرستان بوئین‌زهرا، بخش دشتابی، روستای وجیه‌آباد واقع شده و این اثر در تاریخ ۱۶ آبان ۱۳۷۹ با شمارهٔ ثبت ۲۸۵۳ به‌عنوان یکی از آثار ملی ایران به ثبت رسیده است.